# Poblat ibèric de Puiggraciós
El poblat ibèric de Puiggraciós, al cim de la muntanya del mateix nom entre els termes municipals de Bigues i Riells del Fai i Figaró - Montmany, és un assentament iber dels laietans que data del segle iii aC fins a l'època romana i que va tenir la seva màxima esplendor durant els segles III-II aC.
Descobert el 1940 per Salvador Llobet, el seu principal investigador fou, a començament dels anys 1950, en Leandre Villaronga. Els materials que s'hi han trobat són, en una bona part, al Museu de Granollers.
La situació del poblat de Puiggraciós va tenir un paper rellevant en el control territorial de la plana vallesana i del pas del Congost, via de penetració natural del Vallès, territori dels Laietans, cap a la Plana de Vic, territori dels Ausetans.

## Restes arqueològiques
Les estructures conservades excavades fins a la dècada del 2010, corresponent a murs de pedra seca amb carreus ben desbastats de pedra local situats al punt més elevat del turó, amb una estructura rectangular de 17 m per 10 m, situat dins un gran recinte d'uns 42 metres d'amplada màxima i d'uns 240 metres de llargada que defineixen el perímetre del poblat. Posteriorment, a les campanyes d'excavacions començades l'any 2019, sota la direcció de l'arqueòleg, Marc Guàrdia dins un programa del Museu de Granollers, s'ha anat concretant aquest perímetre amb l'excavació de la muralla a la banda nord i unes estructures defensives al voltant d'una porta d'accés al recinte situada al límit oriental.
Fora d'aquest recinte, cap a ponent i en direcció al mas Pollancre, s'alçaven les cabanes del poblat disperses en un pla inclinat d'una extensió de 250 metres per 110 metres.
El material ceràmic recuperat a les excavacions fetes per Leandre Villaronga correspon a ceràmica ibèrica comuna i ceràmica campaniana, la qual cosa fa suposar que l'època d'esplendor del poblat seria pels volts del segle III-I aC, tot i que per les dimensions i el tipus de jaciment, fàcilment podria tenir una etapa anterior, tal vegada del s. IV aC. També es van recuperar una pedra d'un molí de mà, un pes de teler, dues fusaioles i claus de ferro. L'existència, també, d'un pes de bronze equivalent a dues unces romanes, dues monedes iberoromanes de la seca de Kese (Tarragona) i altres fragments de material romà trobats en aquest indret i al Serrat fan pensar que el poblat va subsistir fins ben entrada la romanització. La seva desaparició podria situar-se al segles II-I aC.

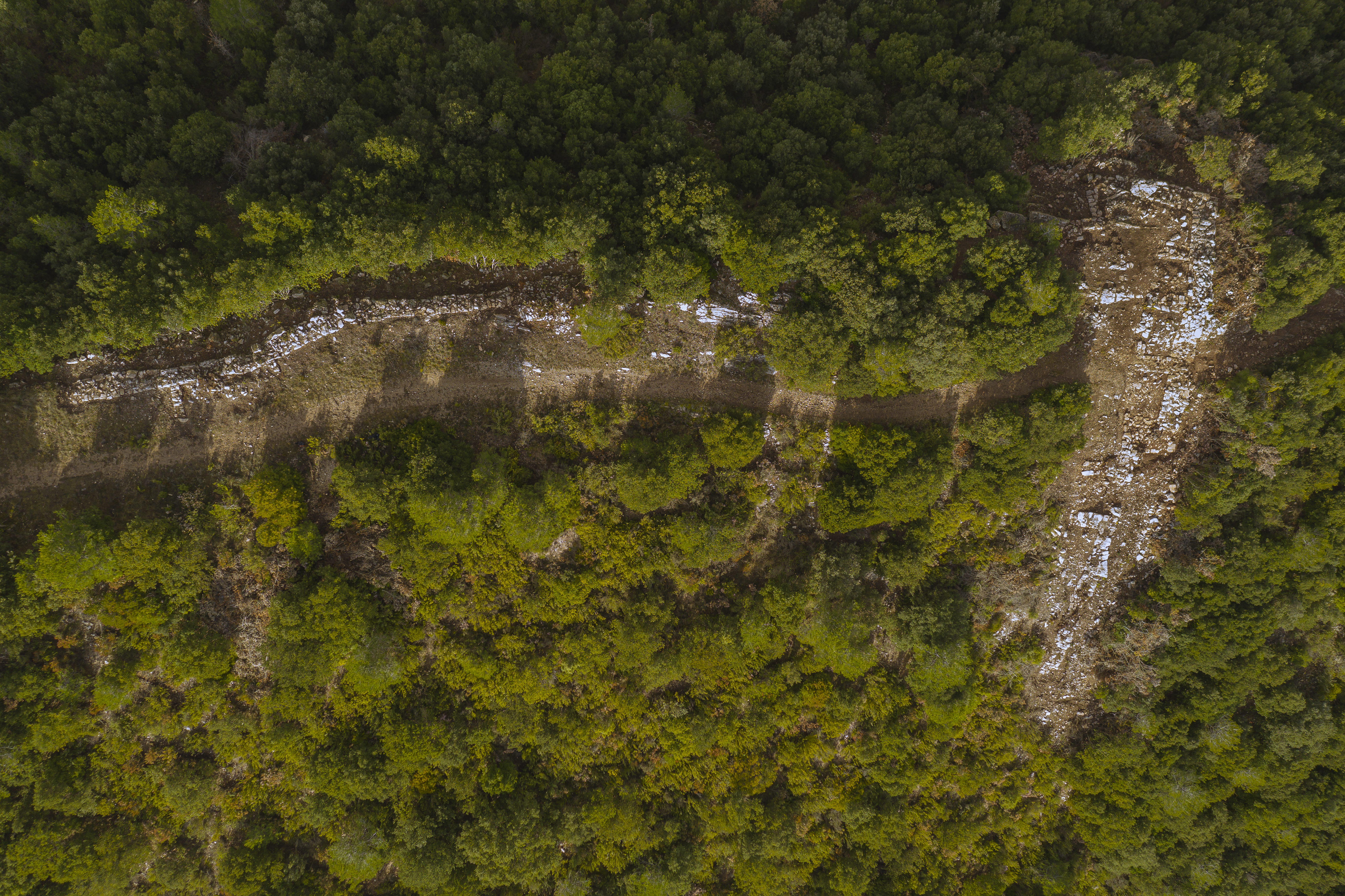
Vista general
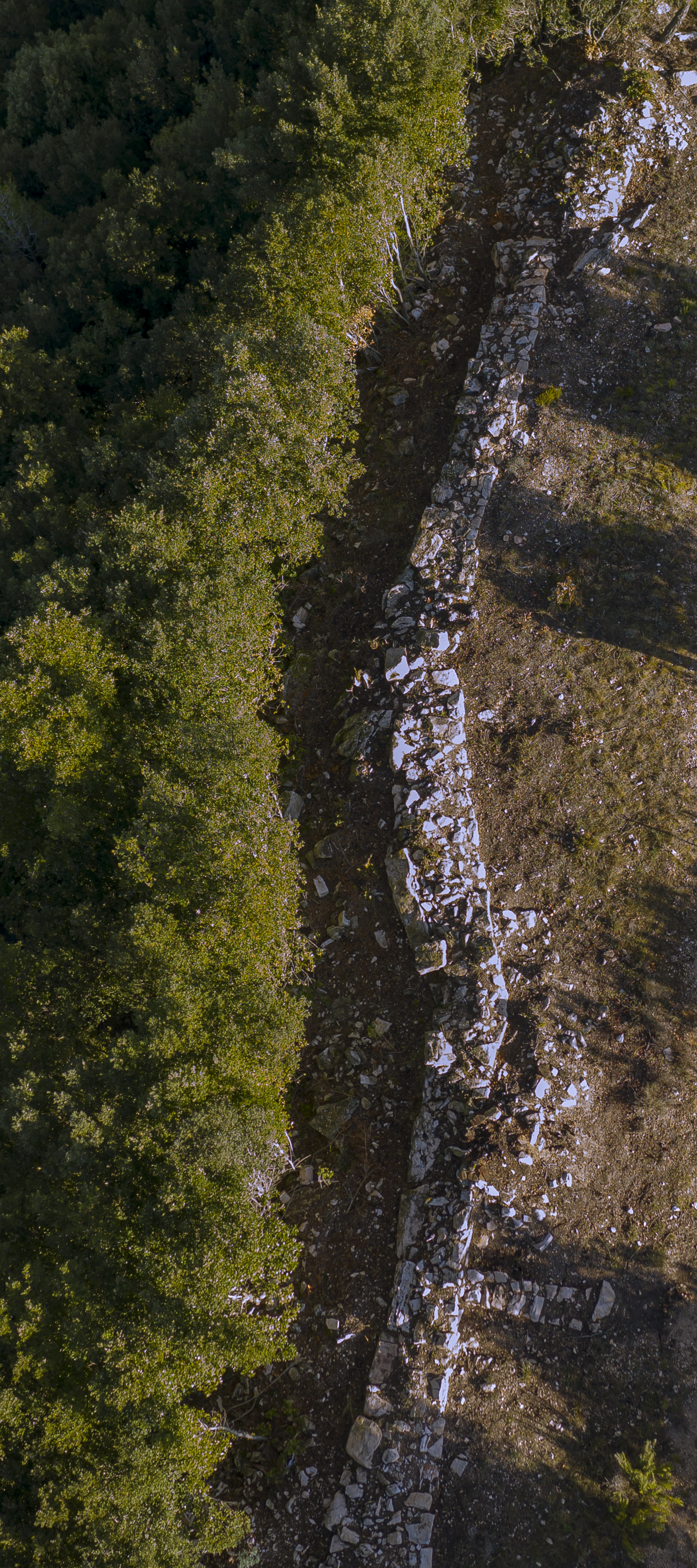
Muralla nord
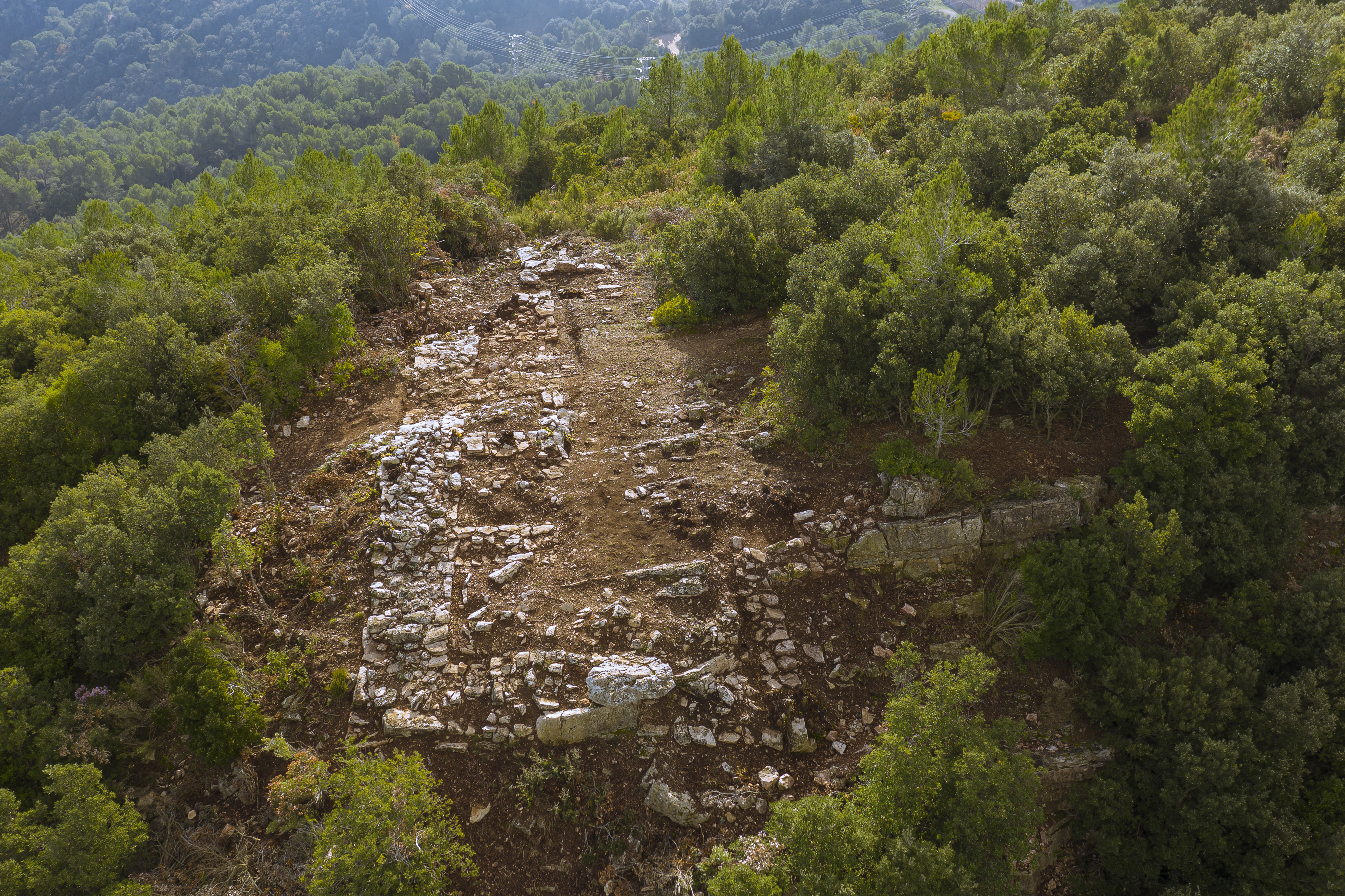
Mur defensiu oriental vist des del nord
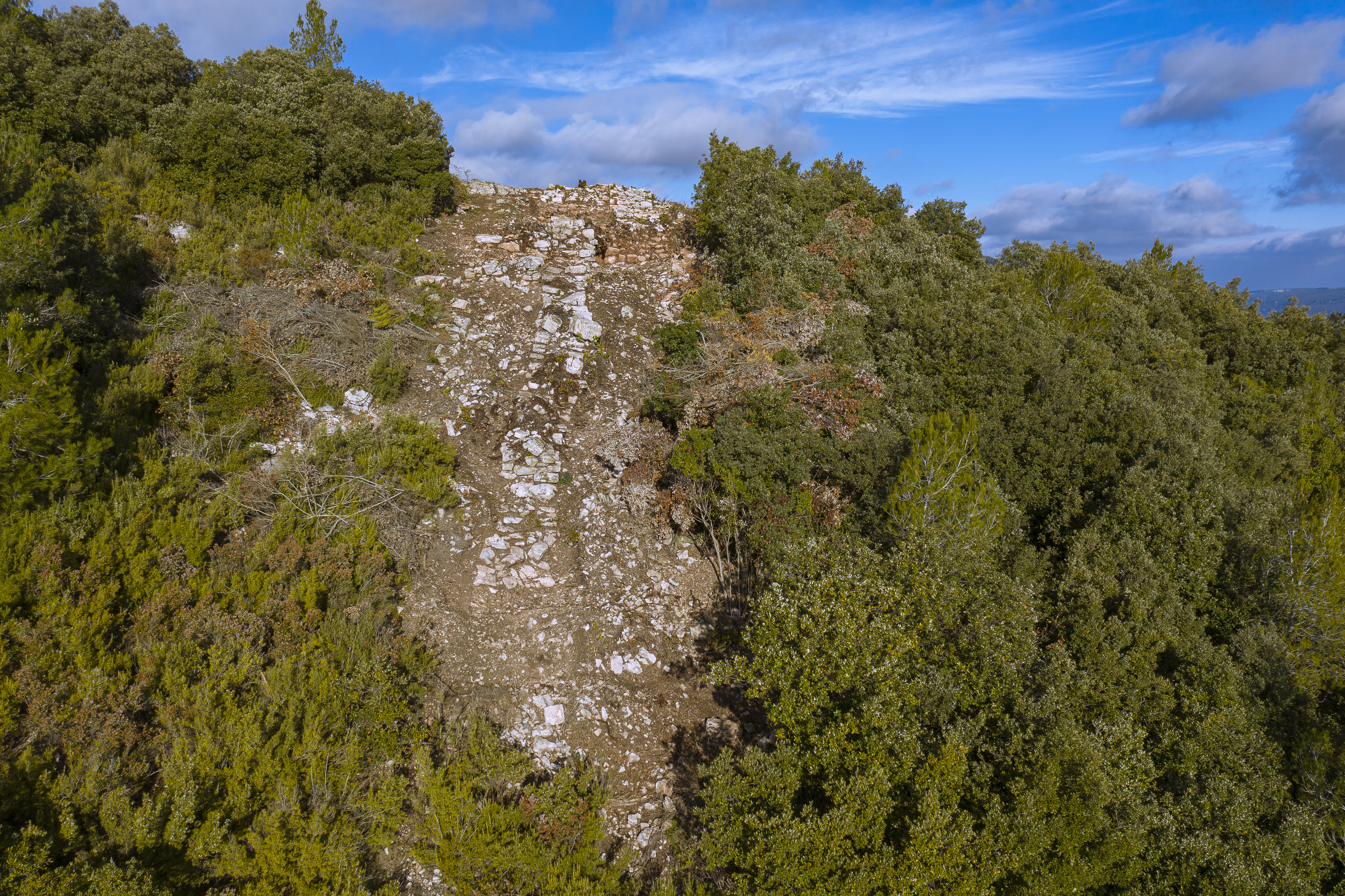
Mur defensiu oriental vist des del sud
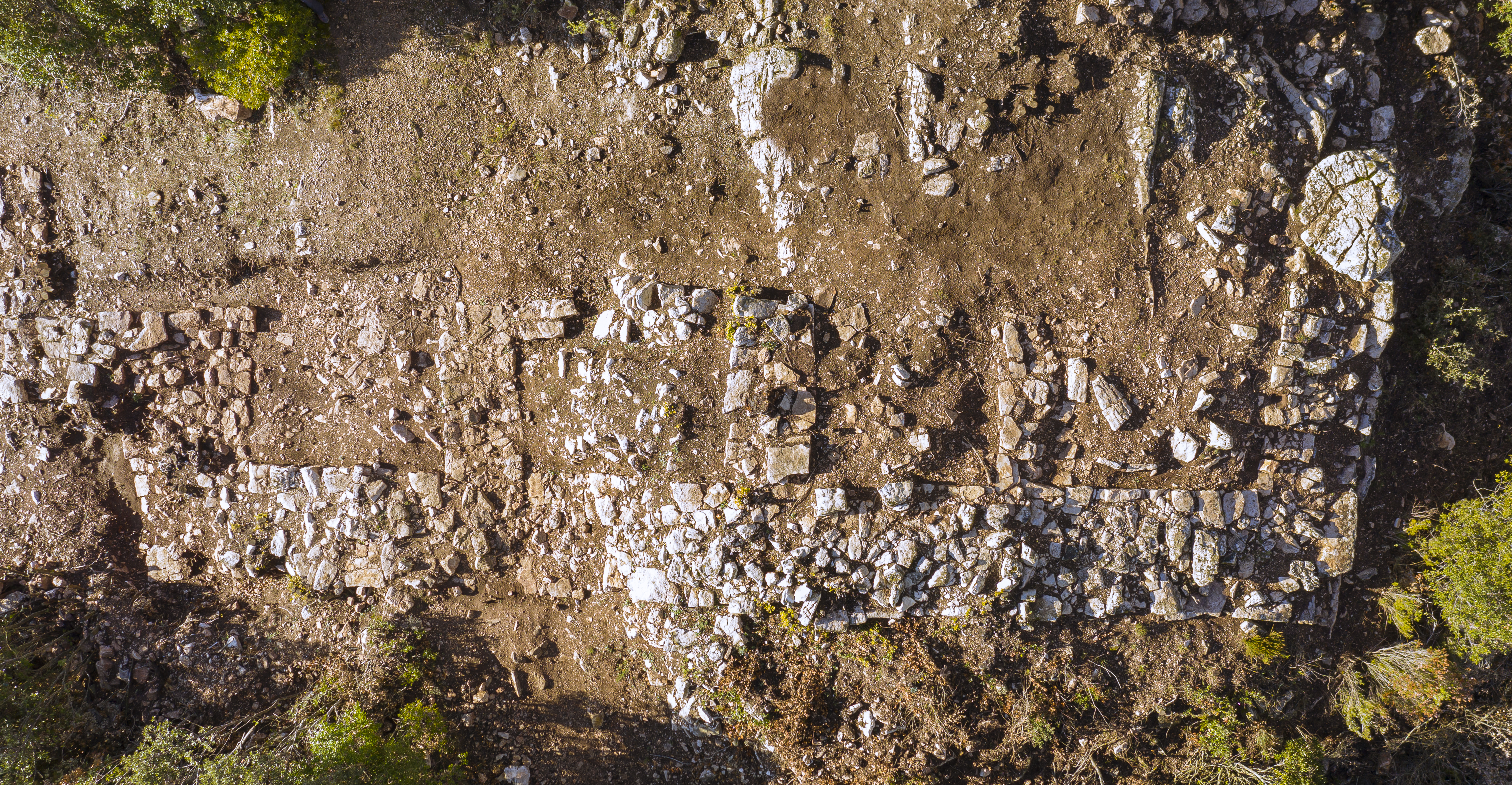
Detall del mur defensiu